# 10111 Фреснел
10111 Фреснел (10111 Fresnel) — астероїд головного поясу, відкритий 25 липня 1992 року.
Тіссеранів параметр щодо Юпітера — 3,391.